# Eller 047 som det blir på engelska
Eller 047 som det blir på engelska, andra albumet av den svenska bitpopgruppen 047, utgivet 6 juni 2003.

## Låtlista
1. FISkit (2:18)
2. Intro 2 (1:50)
3. Tulpander (2:32)
4. Homodilen (1:48)
5. Kulle (2:12)
6. Kramgoa björnar (1:03)
7. Wasted youth (1:48)
8. Europip '93 (3:41)
9. Pricky - Mer hjul (2:16)
10. Pappa har köpt chips (2:35)
11. Kuvertlåten (2:07)
12. Azadeh (2:13)
13. Babar (1:13)
14. Jävla havet (5:18)
15. Dennis! (2:32)
16. Sandlåda (1:37)
17. God katt, hungrig käft (2:55)
18. Ett försök (0:37)
19. Ms. Malibu (2:08)
20. Golden city (2:18)
21. Toxique bitchslap (1:38)
22. Hobnob (1:35)
23. Det blir alltid såhär (1:30)
24. Sov gott Alfons sovrum (3:38)